# Protoquasimus
Protoquasimus is een geslacht van kevers uit de familie  
kniptorren (Elateridae).
Het geslacht is voor het eerst wetenschappelijk beschreven in 1976 door Dolin.

## Soorten
Het geslacht omvat de volgende soort:
- Protoquasimus brevicollis Dolin, 1976